# Ataenius horticola
Ataenius horticola är en skalbaggsart som beskrevs av Edgar von Harold 1869. Ataenius horticola ingår i släktet Ataenius och familjen Aphodiidae. Inga underarter finns listade.